# Wiktor Iwanowitsch Danilow-Daniljan

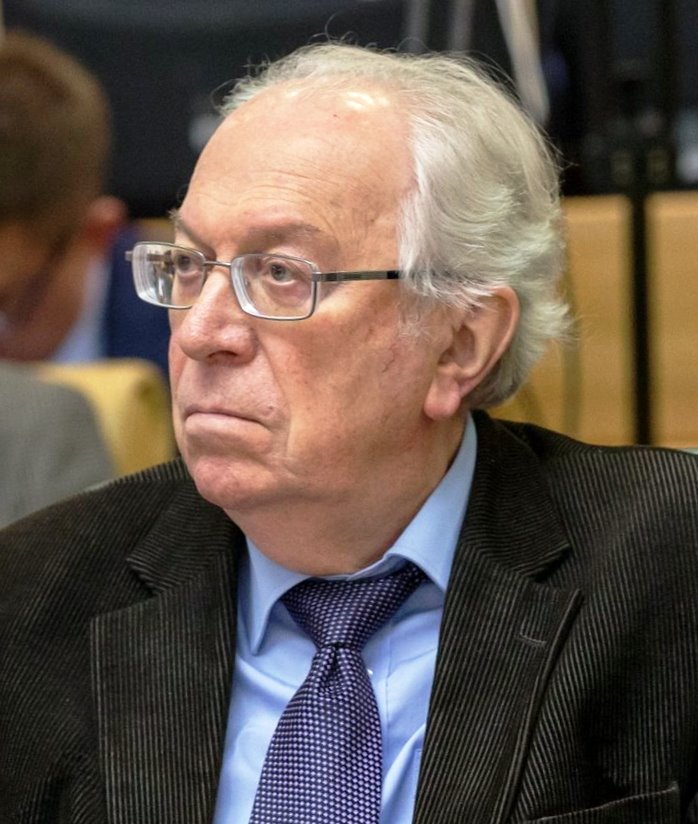
Wiktor Danilow-Daniljan (2019)

Wiktor Iwanowitsch Danilow-Daniljan (russisch Виктор Иванович Данилов-Данильян; * 9. Mai 1938 in Moskau) ist ein Wirtschaftswissenschaftler, Systemanalytiker und Umweltforscher sowie ein bekannter Umweltschützer und Nachhaltigkeitsexperte in Russland.
Er studierte an der Moskauer Lomonossow-Universität und promovierte dort 1973. Von 1980 bis 1991 war er Direktor des Laboratoriums für Ressourcen und Umweltschutz, dann Leiter der Umweltabteilung an der Akademie für Nationalökonomie des Ministerrats der UdSSR.
Von 1991 bis 1996 war er Umweltminister der Russischen Föderation und von 1996 bis 2003 Vorsitzender des Staatskomitees der Russischen Föderation für Umweltschutz. Er ist seit 2003 Direktor des Instituts für Wasserprobleme der Russischen Akademie der Wissenschaften und Professor an der Russischen Universität der Völkerfreundschaft.

## Forschungsschwerpunkte
- Systemanalyse
- Mathematische Modelle für die Planung
- Theorie und Methodologie für nachhaltige Entwicklung
- Wasserprobleme

## Mitgliedschaften und Auszeichnungen
- Korrespondierendes Mitglied der Russischen Akademie der Wissenschaften (2003)
- Mitglied der International Academy of Science, Munich
- Mitglied der Akademie der Naturwissenschaften
- The Government of the Russian Federation Prize winner “For the Development and Realization of the Environmental Protective Complex, Including a Specialized Environmental Control System of Water Medium State and a Carrier Ship”
- Orden der Ehre

## Publikationen (Auswahl)
- The problems of ecology in Russia. Moscow, 1993
- The environment between the past and the future: the world and Russia. Moscow, 1994
- The strategy and the problems of sustainable development of Russia in the 21st century. Moscow, 2002 (in co-authorship)
- The encyclopedic economic-and-mathematical dictionary. Moscow, 2003